# Алексеевское коммерческое училище (Кременчуг)
Алексеевское коммерческое училище Министерства торговли и промышленности — коммерческое училище, действовавшее в городе Кременчуг Полтавской области до русской революции. Здание училища разрушено во время Второй мировой войны.

## История
Целью коммерческих училищ в Российской империи было предоставление среднего образования для работы в сфере торговли и коммерции. Кременчугское коммерческое училище Министерства торговли и промышленности было открыто в 1905 году: «почин в деле возбуждения вопроса об открытии средней коммерческой школы в г. Кременчуге сделан местным обществом купцов, а заслуга самого открытия принадлежит Кременчугской городской думе». Одним из общественных деятелей, выступавших за открытие училища, был гласный думы, хирург Богаевский Авксентий Трофимович. Изюмов Андрей Яковлевич, общественный деятель и будущий глава города, из собственных средств учредил стипендию для лучших учеников училища.
Основанное училище заняло бывшее здание технического железнодорожного училища Южных железных дорог, расположенное вдоль Харчевой улицы (ныне — Шевченко), на перекрёстке с Николаевской улицей. Техническое железнодорожное училище переехало в 1904 году в новые корпуса на Ново-Александровской улице (ныне — Леонова), где и расположено в настоящее время. Здание на Харчевой улице, переданное коммерческому училищу, было построено в 1878 году по проекту инженера Брусницкого в псевдоготическом стиле.
Первым учебным годом в училище стал 1905/06 год. В училище преподавалась математика, коммерческая арифметика и корреспонденция, бухгалтерия, политическая экономия, законоведение, физика, химия и товароведение, Закон Божий (для православного и иудейского вероисповедания), русский язык и словесность, каллиграфия, черчение, рисование, космография, французский язык, немецкий язык, история и география, гигиена, а также гимнастика.
2 мая 1909 года указом Императора Николая II было удовлетворено ходатайство Министерства торговли и промышленности о присвоению коммерческому училищу имени «Алексеевское», в честь наследника цесаревича Алексея Николаевича. Убранство церкви при училище в 1911 году оформлял русский архитектор Шехтель Фёдор Осипович.
При Алексеевском училище была создана футбольная команда, которая принимала участие в первом футбольном матче в Кременчуге в 1912 году и в матче 1913 года, выступая против сборной технического железнодорожного училища.
Выпускникам коммерческого училища присваивалось звание личных почётных граждан. В 1913 году состоялся первый выпуск: училище закончили 25 учеников. В том же году улица Харчевая, на которой располагалось училище, была переименована в Алексеевскую.
После революции 1917 года и гражданской войны система образования была реформирована с упразднением учебных заведений Российской империи. Алексеевское коммерческое училище было преобразовано в торгово-кооперативный техникум.
Во время Второй мировой войны здание училища было разрушено, как и большая часть остальных построек города. В послевоенный период на месте училища был выстроен многоквартирный жилой дом (улица Шевченко 19/3).

## Известные выпускники
- Гуревич, Михаил Ефимович (1906—1960) — инженер-строитель, участник строительства канала Москва — Волга, плотин в Магнитогорске, первый заместитель председателя Госстроя СССР, лауреат Сталинской премии за выдающиеся изобретения и коренные усовершенствования методов производственной работы (1946), ордена Ленина (1943,1945, 1952), Трудового Красного Знамени (1954), награждён медалью «За доблестный труд в Великой Отечественной войне 1941—1945 гг.» (1946). Выпускник Алексеевского училища в 1919 году.
- Добровольский, Николай Николаевич (1906—1983) — профессиональный фотограф, около 50 лет проработавший в конструкторско-экспериментальном институте при Горьковском автозаводе, участник всех заводских испытательных автопробегов, член Союза журналистов СССР, награждён орденом «Знак Почёта» (1966, 1982) и медалью «Заслуженный автозаводец» (1976)[10].